# E101
För andra betydelser, se E101 (olika betydelser).
E101 eller Europaväg 101 är en europaväg som börjar i Moskva i Ryssland (M3) och slutar i Kiev i Ukraina. Längd 850 km.

## Sträckning
Moskva - Kaluga - Brjansk - (gräns Ryssland-Ukraina) - Hluchiv - Kiev

## Standard
Vägen är till största delen landsväg, vissa delar är motorväg.

## Anslutningar
- E30
- E105
- E391